# 石鐵県死刑囚蘇生事件
石鐵県死刑囚蘇生事件（せきてつけんしけいしゅうそせいじけん）は、明治時代初期の石鉄県（石鐵県、現在の愛媛県）で絞柱による死刑執行から死刑囚が蘇生した事件である。別名を「田中藤作蘇生事件」ともいう。

## 事件の背景

### 久万山・久米騒動
1871年（明治5年）。伊予松山藩では中央で発布された神仏分離令の解釈により、神仏習合の祠を「淫らなもの」として廃絶する政策が打ち出された。住民は強く反発したが実行され破却された。おりしも藩知事であった松平勝成が免職となり上京することになり、8月15日に祠の破却反対と藩知事免職反対を要求する久万山・久米騒動が勃発した。
この騒動の首謀者は山之内某で、久米郡を中心に3000人もの参加者があった。この騒動は当初は嘆願目的であったが暴徒化し、郡役所に乱入し租税事務所が放火された。それに対し松山藩は兵士を派遣し8月18日に武力鎮圧した。なお、松山藩は廃藩置県により松山県となり、同年11月には合併再編により石鐵県に改称された。松山藩は騒動の首謀者を死罪にするため、中央政府に御仕置伺い書を提出したが、良民に対し危害を加えたわけではないとして徒刑（懲役）の処罰となった。ただし、騒動参加者のうち放火した2人については極刑との裁きが言い渡された。

### 絞柱
明治政府は1870年（明治3年）に斬首など従来の死刑執行方法に代わり絞首刑にすると布告（新律綱領　明治3年12月20日布告第944号）が出された。この時最初に導入されたのが絞柱という懸垂式の処刑器具であった。この器具は死刑囚のうなじに縄をかけ、その縄の先に20貫（約75Kg）の重石を吊り下げて絞首する仕組みであった。
この器具の設計者は不明であるが、製作者は野村某である。野村は指名競争入札に参加したが請け負いたくなかったため、製作原価25円に130円という法外な入札をしたが一番札となり落札してしまった。だが、この処刑器具には欠陥があり、わずか2年しか使われず絞罪器械図式に変更された。これは場合によっては被執行者が蘇生するという理由であった。機構として致命的な打撃を与えられなかったということもあるが、当時の処刑手順は「重石を架けて3分後に死相が現れてから縄を解く」と定められており、心臓停止後5分間経過するまで執行を継続しなければ蘇生する可能性があることが指摘されている。
なお絞柱で処刑された死刑囚のうち3人が蘇生したことが記録されているが、処刑の経緯やその後の経緯について現在に伝わる記録は後述する田中藤作に関するものが唯一である。

## 事件の概要
久米郡北方村（現・東温市）の農民田中藤作（当時31歳）は、一揆の際に放火したとして1872年（明治5年）11月28日に松山高石垣（現在の松山市藤原町）の徒刑場で執行された。当時の慣習では死刑囚の遺骸は引き取り手がなければ腑分け（解剖）されることになっていたが、藤作は親族が引き取った。
徒刑場から1里（約4キロメートル）ほど運んだところで藤作の棺桶からうめき声が聞こえたため、蓋をあけたところ藤作が蘇生していた。藤作は村に生きて戻ってきたが、村人は石鐵県の聴訟課に蘇生の事実を届出、今後についての指示を仰いだ。江戸時代の刑罰では死刑囚の身体を破壊するものであり、生き返るという前例がなかったため県では処刑を担当した役人3人の進退伺いとともに中央に対処方法の指示を仰いだ。
中央政府から指示が届いたのは翌1873年（明治6年）9月であるが、その文章は「スデニ絞罪処刑後蘇生ス、マタ論ズベキナシ。直チニ本本籍ニ編入スベシ」というもので、生き返ったとしても既に法に従い刑罰としての執行は終わっているのだから、再び執行する理由はない、よって戸籍を回復させよというものであった。これは革命前のフランスでは絞首刑で稀に蘇生した死刑囚がいたが、この場合国王が赦免した事例があったことが参考とされた。なお県の役人については検死に問題なかったとして処罰なしとなった。
なお、藤作は26年後の1898年（明治31年）まで生きたとされるが、4年後には死亡したという話もありいずれかははっきりしない。ただ藤作は一時的に仮死状態になった後遺症のためか、精彩を欠き小さな小屋で孤独な余生を送ったという。なお彼の墓は墓石がなかったため竹薮の中の何処かにあるという。

## 類似する案件
- 太田蘭三の小説「白の処刑」（2004年に講談社から文庫化）では、冤罪で処刑された死刑囚がレスリングで鍛えた首のおかげで執行後に蘇生し、放免となり真犯人を追う内容であるが、この小説の中で法務省官僚が釈放する根拠の前例としているのが藤作の一件である。この作品は1986年にテレビ朝日の土曜ワイド劇場で元死刑囚役に三浦友和、義妹役に大場久美子を起用して「白の処刑 絞首台から生き返った男」として映像化された。また、帚木蓬生の小説「閉鎖病棟」（1997年に新潮社から文庫化）では死刑執行に失敗して釈放された人物が登場する。
- これらの事例のためか「死ななかった死刑囚は釈放される」という都市伝説が流布されている。実際に死刑囚房にいた合田士郎の著作『そして、死刑は執行された』（恒友出版）によれば、生き残る為に首を鍛える死刑囚がいたという記述がある。しかし名古屋高等検察庁時代に死刑執行に立ち会った三井環元検察官によれば死刑執行された死刑囚の身体は30分間ぶら下げるのが慣例[2]となっており、30分もぶら下げることで「確実に」死亡しているため、現在では蘇生する可能性は皆無である。
- この事件と同時期の1884年、イギリスの死刑囚「ジョン・"ババコーム"・リー (John 'Babbacombe' Lee) 」は絞首台の落とし戸が3度も開かず停止されたという。原因は落とし戸が湿気のために膨張し、重量がかかると戸が開かなくなったためとされている。結局、彼は減刑され22年後に出所し、結婚しアメリカに渡り1933年に病死したとされる[3]。このほかにも失敗が相次いだためイギリス政府は対策として適切なロープの長さを計算するマニュアル「公式ドロップテーブル」を発表した。
- 第二次世界大戦後に死刑に失敗（生き返った）した死刑囚にアメリカ合衆国のウィリー・フランシス（en:Willie Francis1929年生まれ）がいる。彼は電気椅子に1946年に座ったが、歴史上初めて処刑に失敗した死刑囚として有名である。原因は電気回路の設置に不備があり致死量の電流が流れなかったためである。彼自身は冤罪を主張していたほか、二度も電気椅子にかけるのは残虐で異常な刑罰であると主張したが、いずれも受け入れられず、1947年に再度電気椅子に座らされた。なお、彼が処刑された年齢は18歳（犯行時15歳）[4]であり、現在のアメリカ合衆国最高裁判所の判例で禁止された18歳以下の死刑執行である。